# Neostoicismo

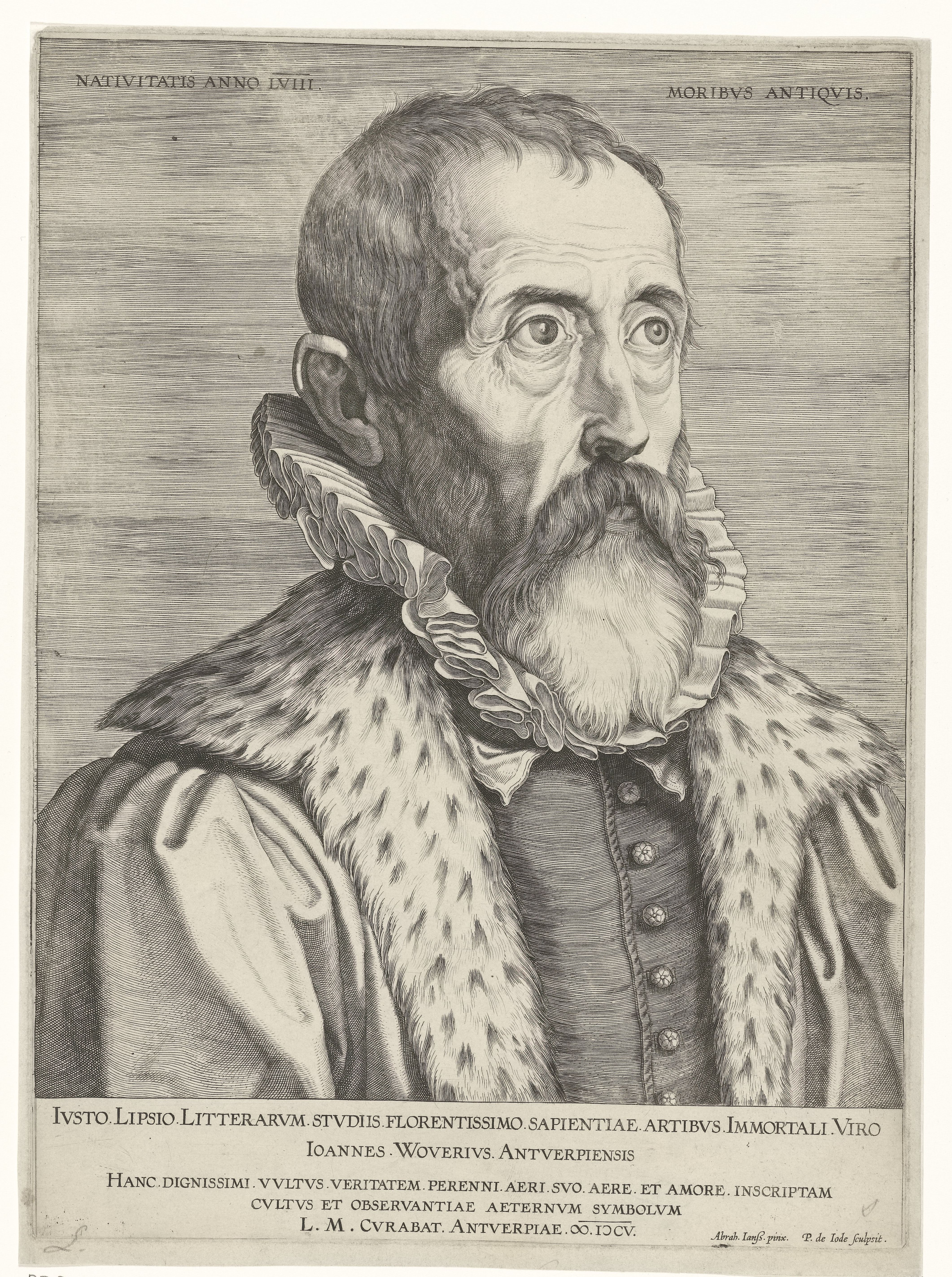
Giusto Lipsio, fondatore del neostoicismo

Il neostoicismo è stato una corrente filosofica del tardo Rinascimento, tra il XVI e del XVII secolo, la cui finalità era di unificare lo stoicismo con la fede cristiana. Fra i suoi esponenti maggiori vi sono stati Giusto Lipsio, Pierre Charron, Francisco de Quevedo, Michel de Montaigne e Guillaume du Vair.

## Caratteristiche
Il neostoicismo venne fondato dall'umanista fiammingo Giusto Lipsio, che nel 1584 espose nel De costantia - un dialogo fra lo stesso Lipsio e il suo amico Charles de Langhe - le proprie regole. Nel dialogo, Lipsio e de Langhe esplorano la politica del tempo, con riferimento allo stoicismo classico, in particolare quello di Seneca. Egli sviluppò inoltre il neostoicismo nei trattati Manductio ad stoicam philosophiam (Introduzione alla filosofia stoica) e Physiologia stoicorum (Fisica degli stoici), entrambi pubblicati nel 1604.
Il neostoicismo è una filosofia pratica che ha come regola fondamentale della vita buona il principio per cui l'uomo non deve cedere alle passioni, ma sottomettersi a Dio. Il neostoicismo riconosce quattro passioni: l'avidità, la gioia, la paura e il dolore. Anche se l'uomo ha il libero arbitrio, tutto ciò che accade (anche se è sbagliato perché dell'essere umano) è sotto il controllo di Dio e, infine, tende al bene. L'uomo che rispetta questa regola è libero, perché non viene superato dagli istinti. Egli è anche calmo, perché tutti i piaceri materiali e le sofferenze sono irrilevanti per lui. Infine, egli è realmente e spiritualmente felice, perché vive vicino a Dio.
Il neostoicismo ha avuto una diretta influenza su molti scrittori del XVII e del XVIII secolo tra cui Montesquieu, Bossuet, Francis Bacon, Joseph Hall, Francisco de Quevedo e Juan de Vera y Figueroa, nonché su alcuni protagonisti della rivoluzione scientifica, come Giovanni Keplero e Isaac Newton. L'opera di Guillaume du Vair, il Traité de la Constance (1594), è stato un altro importante testo che ha influenzato il movimento neostoico. Tuttavia mentre Giusto Lipsio basava il proprio stoicismo sugli scritti di Seneca, egli si rifaceva al pensiero stoico di Epitteto. Il pittore Peter Paul Rubens era un discepolo e amico di Lipsio: un suo dipinto, ora a Palazzo Pitti a Firenze li mostra vicini.